# Илия Дигалов
Илия П. Дигалов, наричан Ильо Дигала, е български революционер, деец на националноосвободителното движение в Македония и Одринско, костурски и преспански войвода.

## Биография
Роден в едно от най-западните костурски села – Въмбел. До второ отделение учи в гръцко училище, след което две години – в българско. Още от юношеските си години е куриер на Вътрешната македоно-одринска революционна организация. По време на Балканската война е четник при Васил Чекаларов. След Междусъюзническата война става подофицер от гръцката армия, но дезертира и става войвода на чета в Костурско и Преспанско – дейност, която продължава и по време на Първата световна война. След 1918 година е в България, където прави опити да продължи обучението си.
В края на 1919 година с помощниците си Алия Ибраим от Пласница, Кичевско, и Стоян Георгиев от Стение, Преспанско, Илия Дигалов заминава за Македония, като действа в Горна Преспа. През пролетта на 1920 година действат в Кичевско, а през лятото – в Охридско. Зимата на 1920 – 1921 година прекарват в Албания, а през пролетта действат в Преспа. С другарите си Дигалов възстановява мрежата на Вътрешната македонска революционна организация, организира ятаци и наказва колаборационисти.
В 1921 година тръгва за България, но е предаден и след сражение в Мариово е ранен. Укрива се при ятаци в Прилепско. След ново сражение край Вардар се връща и се оттегля в Албания. Действа в Костурско, а после през Албания минава в Преспа, където действа до зимата.
През пролетта на 1922 година продължава дейността си в Горна Преспа, през май се прехвърля в Костурско, а след това организира селата в Мала Преспа, които по това време са в гръцка територия. През септември 1922 година Дигалов заедно с четирима свои четници е предаден на гръцките власти от кмета на Глобочени – Пандо Тушков (Шушков) срещу 20 000 драхми. Заедно с другаря си Стоян Георгиев загива в бой с гръцка жандармерия на 22 октомври 1922 година или на 26 октомври.
Загубата на Илия Дигалов е оценена от Иван Михайлов като една от най-големите за ВМРО в Западна Македония преди 1924 година. Като преспански войвода Дигалов е наследен от Петър Ангелов.
Внукът на Илия Дигалов – Иван Сотиров Дигалов емигрира през 1927 година в Торонто, Канада, където е активен член на македоно-българската църковна община и на МПО „Правда“.